# 田丰 (明朝)
田丰（？—1551年），土家族，湖广承宣布政使司永顺宣慰司（今湖南省永顺县东）所属土官，明朝政治人物。
明朝中期，东南沿海倭寇猖獗。朝廷征调内地的兵马前去抗击敌军。明世宗嘉靖三十三年（1554年），田丰奉朝廷调令率永顺土兵到苏州府、松江府，协助官军抗击倭寇。在新场田丰孤军深入，进入敌人的埋伏，在战斗中阵亡。